# Brougham

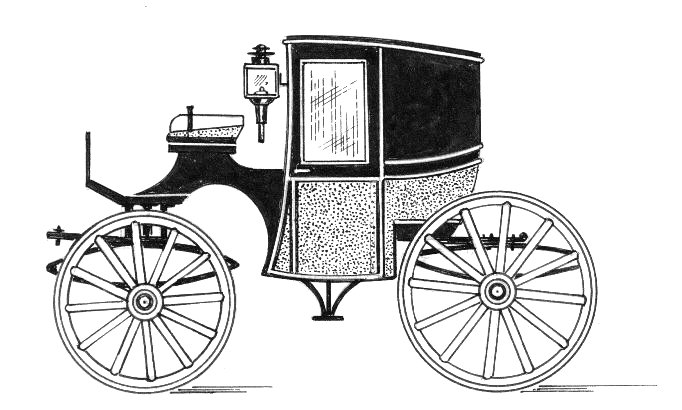

Il brougham, chiamato anche fiacre o brum in italiano, è stato un tipo di carrozza a quattro ruote e trainata da uno o due cavalli. Fu anche utilizzato dalle prime automobili, dato che il design della vettura si prestava all'installazione di un motore al posto della forza animale. Inventato dal giurista scozzese Henry Peter Brougham nel 1838, l'uso della carrozza fu comune nell'era vittoriana, sia da parte degli aristocratici che dalla classe media. La vettura era formata da un corpo chiuso con due porte. In genere i posti a sedere erano due, ma a volte erano aumentati a quattro, montati opposti. Anteriormente all'abitacolo era collocato il sedile a due posti del conducente. A differenza delle altre carrozze dell'epoca, il veicolo era provvisto di un vetro anteriore. Le ruote anteriori erano in grado di sterzare in maniera precisa. Una variante, chiamata "brougham-landaulet" aveva un tetto ripiegabile dall'inizio delle porte posteriori fino all'estremità posteriore. Caratteristiche del tipo di carrozza erano l'ingresso da un lato solo ed il fatto che l'abitacolo fosse completamente chiuso. I primi modelli non erano molto confortevoli. Per ovviare a questo inconveniente furono studiate nuove sospensioni.

## Le automobili

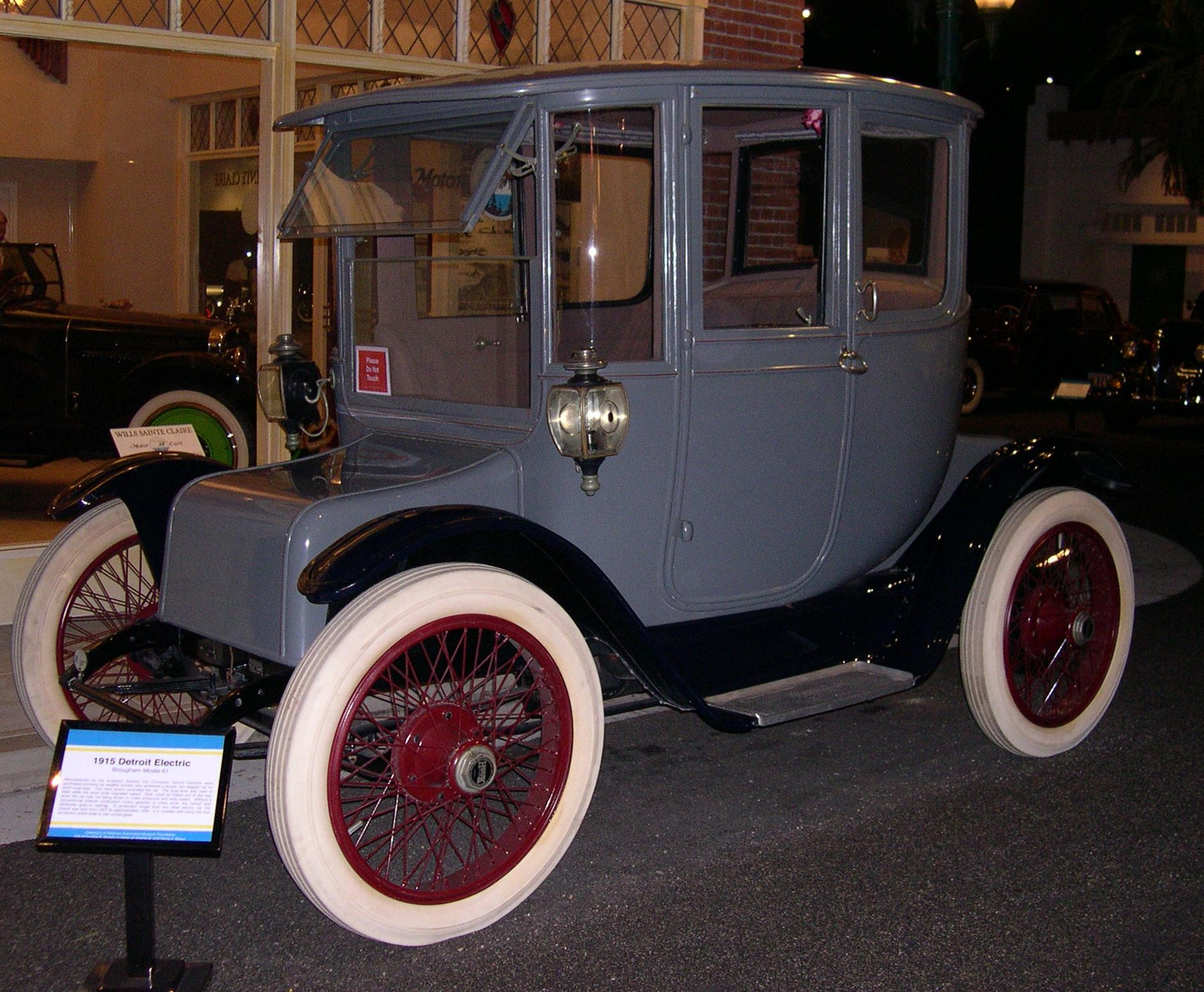
Una Detroit Electric Brougham del 1915

Nella prima parte del XX secolo la struttura tipica delle carrozze brougham fu utilizzata per la costruzione di berline, principalmente elettriche. Il corpo della vettura era formato da un abitacolo adibito a trasporto passeggeri e, per i primi modelli, dei sedili anteriori senza copertura per il conducenti.
Il termine brougham fu in seguito usato dalle case automobilistiche per i nomi delle vetture prodotte. Il primo modello con questa denominazione fu la Cadillac Brougham del 1916. La casa americana continuò ad usare il nome per molti altri modelli prodotti durante il XX secolo.
Negli anni seguenti molte altre aziende automobilistiche usarono brougham per denominare le loro autovetture che avevano finiture più accurate rispetto alle serie ordinarie: Oldsmobile, Chevrolet, Pontiac, Chrysler, Plymouth e Dodge. I modelli prodotti dalle case furono: Chevrolet Caprice Brougham, Pontiac Parisienne Brougham, Chrysler New Yorker Brougham, Plymouth Valiant Brougham e Dodge Monaco Brougham. Anche la Ford utilizzò il nome brougham per vetture prodotte fino agli anni settanta.